# George Barret senior
Pour les articles homonymes, voir Barret (homonymie).
George Barret senior est un peintre paysagiste irlandais, né à Dublin vers 1728/1732, et mort à Paddington le 29 mai 1784.

## Biographie
Il est né à Dublin, fils d'un tailleur irlandais et a d'abord commencé comme corsetier avant de travailler dans la mise en couleurs de planches pour Silcock, un éditeur de Dublin. Il a été un élève de Robert West en 1747 et gagne un prix à la Dublin Society drawing school à George's Lane. Il était considéré comme un dessinateur, maîtrisant la couleur et la gouache.
Probablement influencé par le traité d'Edmund Burke, A Philosophical Enquiry into the Origins of our Ideas of the Sublime and the Beautiful, paru en 1757. Edmund Burke l'a encouragé à peindre d'après nature et l'a introduit auprès du comte de Powerscourt. Il a réalisé des peintures de sites qui l'ont fait connaître.
Il s'est installé à Londres en 1762 où il a commencé à travailler pour un noble mécène. Il a été un des membres fondateurs de la Royal Academy. Il a participé à la première exposition de l'Académie. Ses peintures de paysages montrent le pittoresque d'un paysage et ne sont marquées ni par la connaissance, ni par l'amour du paysage classique. Il se contente de répondre à la demande de ses nobles clients. Il essaie d'imiter Richard Wilson mais n'en a pas les qualités. Horace Walpole n'a pas toujours apprécié ses tableaux, en particulier ceux exposés en 1764. Il a cependant eu un grand succès auprès des nobles amateurs. Lord Dalkeith, par exemple, lui a offert 1 500 £ pour trois tableaux, mais dépensant plus qu'il ne gagnait, il a connu une faillite malgré des revenus de 2 000 £. Les ducs de Portland et Buccleuch possédaient un des plus importants ensembles de paysages de sa main, mais son travail le plus important a été la décoration d'une salle à Norbury Park, près de Leatherhead.
Ses paysages sont devenus célèbres grâce à des gravures publiées par John Boydell. Il a réalisé peu de pastels.
En 1782, grâce à Edmund Burke, il devient le peintre officiel du Chelsea Royal Hospital, mais sa santé chancelante à cette époque ne lui a pas permis d'y réaliser des travaux.

## Famille
Il a eu plusieurs enfants peintres : 
- George Barret junior (1767–1842), peintre de paysages, qui a publié en 1840 The Theory and Practice of Water-colour Painting (lire en ligne) ;
- James Barret (vers 1785–1819) peintre de paysages ;
- Mary Barret, décédée en 1836, spécialisée dans la peinture de miniatures.